# 蘭諾·羅姆尼
蘭諾·羅姆尼（英語：Lenore Romney，1908年11月9日—1998年7月7日），美國政治人物。

## 生平
曾代表共和黨參選1970年密西根州參議員，配偶是第43任密西根州州長喬治·羅姆尼，幼子米特·羅姆尼則是2012年美國總統選舉共和黨籍候選人。